# Колокольня (Соликамск)

Вид с северо-запада, со стороны Крестовоздвиженского собора

Вид с юго-востока. Правее, под горой Крестовоздвиженский собор. Слева — северное крыльцо Троицкого собора и за ним — алтарная часть Воскресенско-Рождественской церкви

Соборная колокольня в Соликамске — памятник архитектуры начала XVIII века, расположенный в историческом центре Соликамска. Адрес — Набережная улица, 92. Памятник архитектуры федерального значения.
Отдельно стоящая башня, построенная в 1713 году в историческом центре города, использовалась как колокольня Спасо-Троицкого собора. Высота башни от основания до креста 60 метров. Возвышаясь над долиной реки Усолки, она служит важной доминантой, до сих пор определяя архитектурный облик города. Башня имеет значительный наклон от вертикали, заметный даже на глаз. Башня не имеет аналогов в русской архитектуре.

## Архитектура

Чертёж Соборной колокольни. Векторный файл в формате PDF.

Основанием башни служит массивное, почти кубическое здание, которое использовалось для различных административных целей, в разное время в нём размещались городское управление, суд, училище. Куб этот с одной стороны имеет три полных, а с другой — четыре неполных этажа. Помещения башни — сводчатые. Куб лишен декора, гладко оштукатурен по кирпичу, редкие и небольшие окна подчеркивают массивность данного яруса сооружения.
Восьмигранная башня, высящаяся над основанием в противоположность ему богато декорирована. Ранее здесь висел большой благовестный колокол Троицкого собора, отлитый в 1782 году мастером Григорием Ивановичем Визгиным из Чебоксар. Широкие арочные проёмы звонницы завершаются тремя рядами кокошников, которые уменьшаются кверху. Над кокошниками расположен небольшой граненый барабан. Ранее барабан завершался круглой главкой, но в 1837 году она была заменена высоким восьмигранным шпилем, который заканчивается небольшой луковичной главкой и крестом. Деревянные конструкции шпиля рухнули в 1943 году, в 1956 году шпиль был восстановлен по проекту архитектора Ф. М. Тольцинера, в прежнем виде, но с металлической конструкцией.
Ребра башни имеют полуколонки с небольшими капителями, подчеркивающие вертикальную устремлённость башни. Ствол башни под арками расчленен на два яруса, верхний из которых богато декорирован фигурной кладкой. Элементы кладки ярко раскрашены в несколько цветов, что ещё более подчеркивает декоративную выразительность.
Конструкция башни оригинальна и не имеет прямых аналогов в русской архитектуре. Классическая схема «восьмерик на четверике» здесь не применима, так как диаметр башни существенно меньше размеров подклети. При строительстве Никологостинной церкви в Великом Устюге аналогичную проблему решили, построив башню от земли и обнеся её галереей. В Соликамске применён значительно более сложный и смелый строительный приём. Нижний объём здания разделен на четыре равные квадрата, мощными крестообразными в плане стенами, в каждом квадрате устроено сводчатое помещение. Выше сводов устроены диагональные арки, на них, а также на крестообразные стены и опирается башня.